# Tanysaccus aenescens
Tanysaccus aenescens är en fjärilsart som beskrevs av Walsingham 1888. Tanysaccus aenescens ingår i släktet Tanysaccus och familjen bladskärarmalar. Inga underarter finns listade i Catalogue of Life.